# Copa del Rey 2001/02
Die Copa del Rey 2001/02 war die 98. Austragung des spanischen Fußballpokals.
Der Wettbewerb startete am 6. September 2001 und endete mit dem Finale am 6. März 2002 im Estadio Santiago Bernabéu (Madrid). Titelverteidiger des Pokalwettbewerbs war Real Saragossa. Den Titel gewann Deportivo La Coruña durch einen 2:1-Erfolg im Finale gegen Real Madrid. Da sich beide Finalisten in der Saison 2001/02 für die UEFA Champions League qualifizierten, fiel der Startplatz für den UEFA-Pokal 2002/03 dem Siebtplatzierten der Primera División zu (Deportivo Alavés).

## Erste Hauptrunde
Die Hinspiele wurden am 6. September, die Rückspiele am 20. September 2001 ausgetragen.
|                      | Gesamt    |                            | Hinspiel | Rückspiel |
| -------------------- | --------- | -------------------------- | -------- | --------- |
| SD Lemona            | 4:1       | FC Zamora                  | 3:0      | 1:1       |
| FC Palencia          | 1:4       | Marino de Luanco           | 0:2      | 1:2       |
| SD Noja              | 2:4       | CD Ourense                 | 1:0      | 1:4       |
| CD As Pontes         | 0:2       | Amurrio Club               | 0:0      | 0:2       |
| FC Gavà              | 1:2       | CE l’Hospitalet            | 1:1      | 0:1       |
| CD Teruel            | 01:10     | UE Figueres                | 1:2      | 0:8       |
| CE Sabadell          | 1:2       | CD Logroñés                | 0:0      | 1:2       |
| UDA Gramenet         | 2:1       | SD Beasain                 | 1:0      | 1:1       |
| Rayo Majadahonda     | 0:2       | UD Vecindario              | 0:0      | 0:2       |
| CD Quintanar del Rey | 1:3       | UD Pájara Playas de Jandía | 1:1      | 0:2       |
| CD Castellón         | 1:2       | FC Novelda                 | 0:2      | 1:0       |
| UD Lanzarote         | 2:1       | FC Alicante                | 2:0      | 0:1       |
| CD Toledo            | 4:0       | CD Calahorra               | 2:0      | 2:0       |
| FC Lucena            | (a)2:2(a) | Ciudad de Murcia           | 2:1      | 0:1       |
| UD Marbella          | 0:1       | CD Díter Zafra             | 0:1      | 0:0       |
| FC Granada           | 1:6       | FC Cádiz                   | 0:2      | 1:4       |
| CD Atlético Baleares | 2:6       | AD Ceuta                   | 2:1      | 0:5       |

## Zweite Hauptrunde
Die Spiele wurden am 9., 10. und 11. Oktober sowie am 7. November 2001 ausgetragen.
|                            | Ergebnis        |                     |
| -------------------------- | --------------- | ------------------- |
| SD Lemona                  | 2:3 n. V.       | Celta Vigo          |
| Amurrio Club               | 1:3             | Athletic Bilbao     |
| Cultural Leonesa           | 1:0             | Racing Santander    |
| Racing de Ferrol           | 1:0             | FC Burgos           |
| Gimnàstic de Tarragona     | 1:0             | SD Eibar            |
| UD Salamanca               | 2:0             | CD Numancia         |
| Atlético Madrid            | 1:3             | Rayo Vallecano      |
| UE Lleida                  | 1:0             | Espanyol Barcelona  |
| CD Díter Zafra             | 0:1             | RCD Mallorca        |
| CD Logroñés                | 0:0 (5:4 i. E.) | Real Saragossa      |
| CE l’Hospitalet            | 2:1             | Real Sociedad       |
| FC Getafe                  | 1:2             | FC Villarreal       |
| Sporting Gijón             | 4:2             | Real Oviedo         |
| Albacete Balompié          | 1:0             | FC Elche            |
| UD Levante                 | 2:1             | CD Leganés          |
| FC Cádiz                   | 1:2             | FC Málaga           |
| Real Jaén                  | 2:0             | Deportivo Xerez     |
| Polideportivo Ejido        | 1:2             | Recreativo Huelva   |
| FC Extremadura             | 1:1 (2:4 i. E.) | CD Badajoz          |
| FC Córdoba                 | 1:0 n. V.       | Real Murcia         |
| FC Novelda                 | 10:1 1          | FC Valencia         |
| Ciudad de Murcia           | 2:1             | FC Sevilla          |
| AD Ceuta                   | 4:1 n. V.       | Betis Sevilla       |
| UD Pájara Playas de Jandía | 0:4             | Real Madrid         |
| UD Vecindario              | 1:2             | UD Las Palmas       |
| UD Lanzarote               | 5:1             | CD Teneriffa        |
| CD Ourense                 | 1:1 (3:5 i. E.) | Real Valladolid     |
| UE Figueres                | 1:0 n. V.       | FC Barcelona        |
| Marino de Luanco           | 1:4             | Deportivo La Coruña |
| SD Compostela              | 1:2             | Deportivo Alavés    |
| UDA Gramenet               | 1:2             | CA Osasuna          |

## Dritte Hauptrunde
Die Spiele wurden am 27., 28. und 29. November 2001 ausgetragen.
|                   | Ergebnis        |                        |
| ----------------- | --------------- | ---------------------- |
| UE Figueres       | 0:0 (4:2 i. E.) | CA Osasuna             |
| FC Novelda        | 1:0             | UD Las Palmas          |
| Cultural Leonesa  | 1:2             | Deportivo La Coruña    |
| UD Salamanca      | 1:0             | Celta Vigo             |
| Racing de Ferrol  | 1:2             | Real Valladolid        |
| Sporting Gijón    | 2:0             | Deportivo Alavés       |
| UD Lanzarote      | 1:3             | Real Madrid            |
| CD Logroñés       | 0:3             | CE l’Hospitalet        |
| CD Toledo         | 2:3             | Athletic Bilbao        |
| Albacete Balompié | 1:3             | Rayo Vallecano         |
| FC Córdoba        | 1:0             | Real Jaén              |
| CD Badajoz        | 0:0 (?:? i. E.) | Recreativo Huelva      |
| AD Ceuta          | 0:0 (4:5 i. E.) | RCD Mallorca           |
| UE Lleida         | 1:2             | Gimnàstic de Tarragona |
| UD Levante        | 1:1 (3:4 i. E.) | FC Villarreal          |
| Ciudad de Murcia  | 1:1 (3:1 i. E.) | FC Málaga              |

## Achtelfinale
Die Hinspiele wurden am 12. Dezember, die Rückspiele am 18. und 19. Dezember 2001 ausgetragen.
|                        | Gesamt |                     | Hinspiel | Rückspiel |
| ---------------------- | ------ | ------------------- | -------- | --------- |
| CD Badajoz             | 1:6    | Real Valladolid     | 1:3      | 0:3       |
| Ciudad de Murcia       | 0:1    | Rayo Vallecano      | 0:0      | 0:1       |
| FC Córdoba             | 3:2    | RCD Mallorca        | 2:1      | 1:1       |
| UE Figueres            | 2:1    | FC Novelda          | 2:1      | 0:0       |
| Gimnàstic de Tarragona | 3:4    | Real Madrid         | 1:0      | 2:4       |
| UD Salamanca           | 2:4    | Athletic Bilbao     | 2:2      | 0:2       |
| Sporting Gijón         | 3:7    | FC Villarreal       | 2:4      | 1:3       |
| CE l’Hospitalet        | 1      | Deportivo La Coruña |          |           |

## Viertelfinale
Die Hinspiele wurden am 8. und 9. Januar, die Rückspiele am 15. und 16. Januar 2002 ausgetragen.
|                     | Gesamt |                 | Hinspiel | Rückspiel |
| ------------------- | ------ | --------------- | -------- | --------- |
| Real Madrid         | 4:1    | Rayo Vallecano  | 4:0      | 0:1       |
| FC Villarreal       | 0:3    | Athletic Bilbao | 0:2      | 0:1       |
| Deportivo La Coruña | 3:2    | Real Valladolid | 2:0      | 1:2       |
| FC Córdoba          | 0:2    | UE Figueres     | 0:2      | 0:0       |

## Halbfinale
|                 | Gesamt |                     | Hinspiel | Rückspiel |
| --------------- | ------ | ------------------- | -------- | --------- |
| Athletic Bilbao | 2:4    | Real Madrid         | 2:1      | 0:3       |
| UE Figueres     | 1:2    | Deportivo La Coruña | 0:1      | 1:1       |

## Finale
| Deportivo La Coruña                                             | Deportivo La Coruña | Real Madrid | Real Madrid |
| --------------------------------------------------------------- | --- | --- | ----------- |
| Deportivo La Coruña                                             | \| 6. März 2002 um 21:00 Uhr in Madrid (Estadio Santiago Bernabéu) \| \| Ergebnis: 2:1 (2:0) \| \| Zuschauer: 75.000 \| \| Schiedsrichter: Manuel Mejuto González \| \| Spielbericht \|                                                               | \| 6. März 2002 um 21:00 Uhr in Madrid (Estadio Santiago Bernabéu) \| \| Ergebnis: 2:1 (2:0) \| \| Zuschauer: 75.000 \| \| Schiedsrichter: Manuel Mejuto González \| \| Spielbericht \|                                                                           | Real Madrid |
| Deportivo La Coruña                                             | José Francisco Molina – Lionel Scaloni, César Martín, Noureddine Naybet, Enrique Romero – Mauro Silva, Fran (83. Joan Capdevila) – Sergio, Juan Carlos Valerón (62. Aldo Duscher), Víctor (88. Djalminha) – Diego Tristán Cheftrainer: Javier Irureta | César Sánchez – Míchel Salgado, Fernando Hierro , Francisco Pavón (46. Santiago Solari), Roberto Carlos – Claude Makélélé, Iván Helguera – Zinédine Zidane – Luís Figo (83. Steve McManaman), Fernando Morientes (67. Guti), Raúl Cheftrainer: Vicente del Bosque | Real Madrid |
| Deportivo La Coruña                                             | 1:0 Sergio (6.) 2:0 Diego Tristán (37.) | 2:1 Rául (58.) | Real Madrid |
| Deportivo La Coruña                                             | Mauro Silva (10.), Víctor (31.), Fran (71.), José Molina (90.) | Fernando Hierro (25.), Santiago Solari (65.), Iván Helguera (81.) | Real Madrid |
| 6. März 2002 um 21:00 Uhr in Madrid (Estadio Santiago Bernabéu) | | |             |
| Ergebnis: 2:1 (2:0)                                             | | |             |
| Zuschauer: 75.000                                               | | |             |
| Schiedsrichter: Manuel Mejuto González                          | | |             |
| Spielbericht                                                    | | |             |